# Restaurant Kohalen
Restaurant Kohalen er en restauration fra 1907 på Aarhus Havn i bunden af Jægergårdsgade. Jægergårdsgade var en af havnens vigtigste indfaldsveje, og Kohalen blev bygget lige op til det nyopførte 'Aarhus Offentlige Slagtehus', der var byens kvægtorv. Der ligger stadig et slagteri bag spisestedet.
Restaurant Kohalen er af Kulturarvsstyrelsen vurderet til at have bl.a. høj kulturhistorisk, miljømæssig og bevaringsmæssig værdi, men bygningen er ikke fredet.
I 1998 overtog Jes og Rita Laustsen forpagtningen, og Kohalen fremstår i dag som en frokostrestaurant med traditionel dansk mad på menukortet.